# Moje szczęśliwe gwiazdki
Moje szczęśliwe gwiazdki lub Moje szczęśliwe gwiazdy, Gwiazdki szczęścia (oryg. Fuk sing go jiu) – hongkońsko-japoński film akcji, komedia z elementami sztuk walki z 1985 roku w reżyserii Sammo Hunga.
W 1986 roku podczas piątej edycji Hong Kong Film Awards aktorzy Yuen Biao i Lam Ching-ying zostali nominowani do nagrody w kategorii Best Action Choreography.

## Fabuła
Hongkońscy policjanci Ricky (Yuen Biao) i Mięśniak (Jackie Chan) wyjeżdżają do Tokio by aresztować policjanta, który ukradł diamenty i wstąpił do gangu. W wyniku pościgu trafiają do wesołego miasteczka gdzie znajduje się siedziba gangu, Ricky zostaje porwany. Mięśniak wiedząc, że sam nie pomoże mu, prosi o pomoc swoich dawnych przyjaciół. Grupa ponownie wybiera się do Tokio by uwolnić Rickiego.

## Obsada
Źródło: Filmweb

- Sibelle Hu – Swordflower
- Charlie Chin – Herb
- Richard Ng – Sandy
- Jackie Chan – mięśniak
- Yuen Biao – Ricky
- Eric Tsang – Roundhead
- Bolo Yeung – milioner
- Michiko Nishiwaki – japońska wojowniczka
- Shui-Fan Fung – Rawhide
- Tat-wah Cho – inspektor Walter Tsao
- Paul Chang – lider gangu
- Chia Yung Liu – Kar Wing Lau
- Dick Wei – członek gangu
- James Tien – urzędnik ds. zwolnień warunkowych
- Ping Ha – pani Tsao
- Ho Kai Law – dentysta
- Guo Chan
- Kar Lok Chin
- Kam Kong Chow
- Alice Lau
- Chau Sang Lau
- Chi Kit Lee
- Lam-kwong Low
- Yuen Mo Chow
- Kwai Shan
- Shan Tai
- Dick Tso
- Yau Cheung Yeung
- Wing-Cho Yip
- Chi-ming Yu
- Lam Ching-ying – zdradziecki policjant
- Sammo Hung – Kidstuff
- Ha Huang – gangster
- Yuen Wah – gangster
- Ma Wu